# Foiba

Esquema de una foiba sencilla

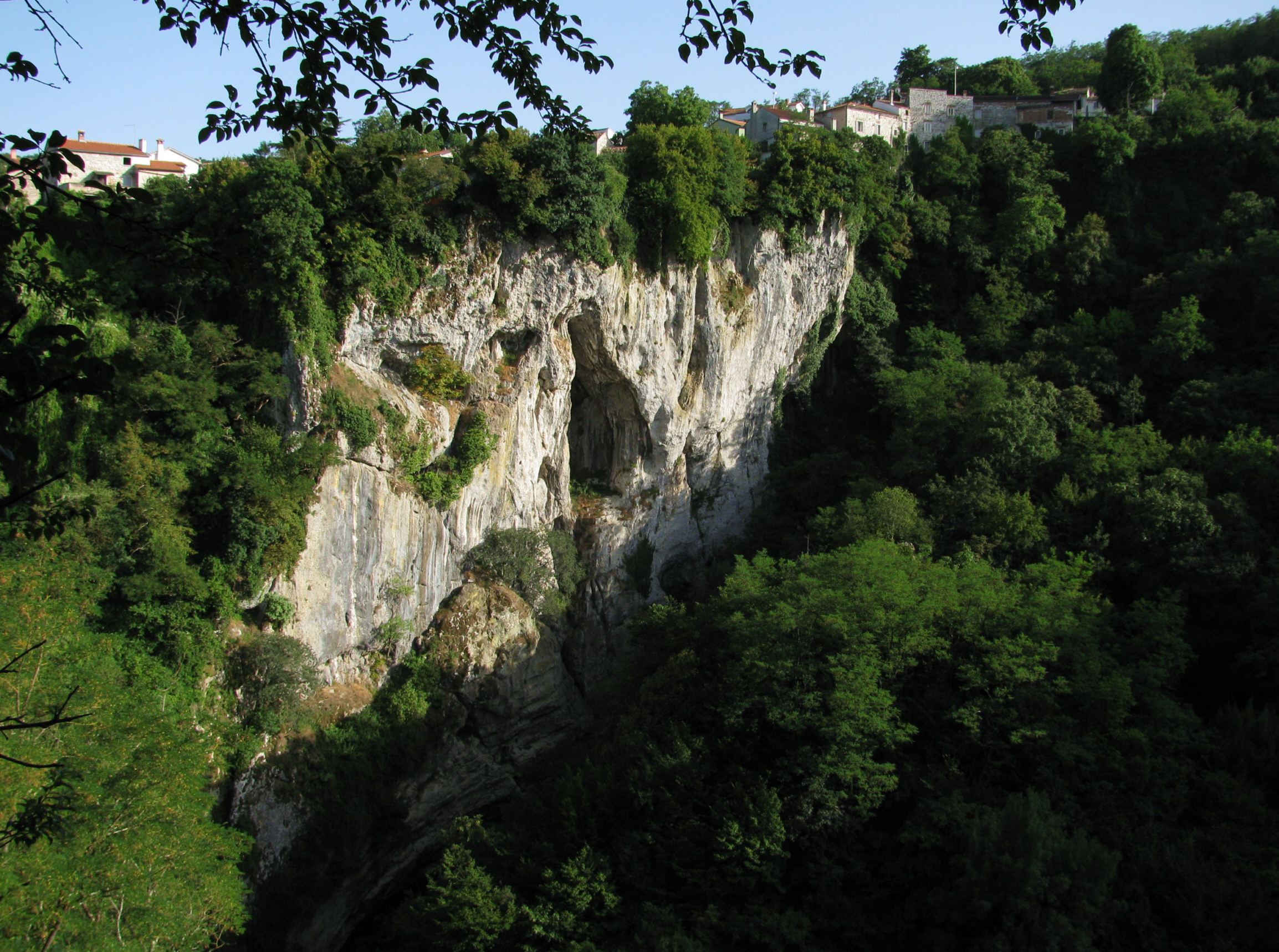
Foiba en Pazin, Croacia

Una foiba (en plural: foibas o foibe), en geomorfología, es un término con el que se designa localmente un tipo de accidente kárstico de tipo sima, dolina o sumidero de origen natural y profundo, que aparece por derrumbe de una parte del techo de roca por encima de un vacío. Las simas pueden ser una mera apertura vertical en una cueva o una depresión poco profunda de muchas hectáreas, que son comunes en la región de Kras (Carso), una región de meseta kárstica compartida por Italia, Eslovenia y Croacia. En español se llaman "torcas" u "hoyas".
En las zonas kársticas, una dolina, agujero o sumidero es una depresión cerrada con drenaje subterráneo. Pueden ser cilíndricas, cónicas, con forma de tazón o en forma de plato. El diámetro varía entre unos pocos a varios cientos de metros. El nombre de dolina viene de la palabra eslovena «dolina», que se usa para describir este accidente común. El término «foiba» también puede referirse a una sima ancha y profunda de un río en el lugar en que desaparece en el subsuelo.
El término foiba fue utilizado en 1770 por el naturalista italiano Alberto Fortis que escribió una serie de libros sobre los karst de Dalmacia. Se trata de una corrupción en italiano de la palabra latina fovea, que significa fosa o sima. De hecho, son simas excavadas por la erosión del agua, tienen la forma de un embudo invertido y puede tener hasta 200 metros de profundidad. Tales formaciones aparecen por cientos en Istria.

## Historia
Desde la Segunda Guerra Mundial, especialmente en Italia, el término foiba es comúnmente asociado con los asesinatos en masa perpetrados por los locales y partisanos yugoslavos durante, y poco después, de la guerra. Estas fueron dirigidas principalmente contra los italianos nativos de Istria, pero también contra otros enemigos reales o supuestos de los comunistas de Tito.